# Зірц
Зірц (угор. Zirc) — місто в медьє Веспрем в Угорщині. Місто знаходиться в горах Баконь на висоті близько 400 м. Населення 7 445 осіб (2001).

## Історія
Перша згадка відноситься до 1182 року (час правління короля Бели III), коли тут було засновано цистерціанське абатство.

## Міста-побратими
- Польгайм (1990)
- Бараолт (1990)
- Нівала (1998)

## Цікаві
- Абатство Зірц. Барокова церква абатства (1745 рік).
- Баконьський Музей природних наук. Експозиція рослинного і тваринного світу краю.
- Музей-бібліотека Антала Регулі.
- Дендрарій.